# واد الحيمر (تيولي)
واد الحيمر هي إحدى مشيخات المملكة المغربية، تتبع جغرافيا لإقليم جرادة وإداريًا لتيولي. يقدر عدد سكانها بـ 315 نسمة حسب الإحصاء الرسمي للسكان والسكنى لسنة 2004.